# Fondo de rayos X
Se cree que el fondo de rayos X observado es el resultado de, en el extremo "blando" (por debajo de 0,3 keV), la emisión de rayos X galácticos, el fondo de rayos X "galáctico" y, en el extremo "duro" (por encima de 0,3 keV), de una combinación de muchas fuentes de rayos X no resueltas fuera de la Vía Láctea, el fondo de rayos X "cósmico" (CXB).
El fondo de rayos X galácticos se produce en gran parte por la emisión de gas caliente en la Burbuja Local dentro de los 100 parsecs desde el Sol.
Los estudios profundos con telescopios de rayos X, como el Observatorio de rayos X Chandra, han demostrado que alrededor del 80 % del fondo de rayos X cósmicos se debe a fuentes de rayos X extragalácticas resueltas, la mayor parte de las cuales no están oscurecidas ("tipo 1") y núcleos galácticos activos (NGA o AGN por sus siglas en inglés) oscurecidos ("tipo 2").